# Jednota divadelních ochotníků Tyl v Kuklenách
Jednota divadelních ochotníků Tyl v Kuklenách byl spolek, který sdružoval nejen místní divadelní ochotníky, ale i milovníky divadla z okolních obcí. Fungoval v letech 1870-1952.

## Historie
Ochotnická divadelní scéna v Kuklenách vznikla již roku 1870, kdy ve známém Pilnáčkově hostinci čp. 24 bylo postaveno jeviště přičiněním několika mladých nadšenců. Byli to především zaměstnanci místních průmyslových závodů, kteří dali podnět k vytvoření spolku a požádali o schválení stanov, k čemuž došlo roku 1872. U počátků hraní divadla stál i krejčí Josef Souček, který měl ještě před založením spolku guberniální povolení k provozování divadelních her.
Jako první byla sehrána 29. října 1872 jednoaktovka Bez hlavy, bez srdce a Je hluchý. Mezi zakládajícími členy nechyběl známý učitel V. Kalenda, B. E. Tolman, MUDr. H. Marek,
Václav Chalupa, bratři Adolf, Karel a Bohumil Weidnerová, bratři Adolf, Arnošt a Zdeněk Felfelové, bratři Josef, Jan a Václav Pilnáčkové, bratři Strejčkové a další. Prvním ředitelem se
stal Em. Pešek, zámečnický mistr, po něm ředitel Zimní hospodářské školy F. Bauer. Stojí zato zmínit se o Václavu Chalupovi, který byl nejen hercem (Kašpar v Čarostřelci), ale také
divadelním výtvarníkem a později režisérem. Na svou dobu reprezentativní oponu věnoval spolku roku 1893 továrník A. Nejedlý. Nové opony bylo poprvé použito 1. října 1893 při hře
Maloměstští diplomaté. Spolek se často účastnil společných kulturních akcí s místními pěveckými spolky Vlastimilem a Libuší.
Za působení Františka Bauera bylo zažádáno o změnu stanov a jména jednoty, jež dosud vystupovala pod názvem Ochotnické divadlo v Kuklenách. 22. srpna 1892 byly stanovy
potvrzeny a spolek pojmenován Jednota divadelních ochotníků Tyl v Kuklenách. Výbor sestával z 5 členů, a to ředitele Bauera, jednatele Adolfa Doležala, Antonína a Adolfa Čejky a
Františka Řešátka. Na prknech jednoty vystupovala pohostinně řada známých herců, např. Jindřich Mošna. Po odchodu ředitele Bauera do Chrudimi vedl scénu Václav Bartoš, pozdější farář ve Vysokém Újezdě u Třebechovic. Ten později funkci ředitele vyměnil za post režiséra. Vedle toho jednotě daroval velmi mnoho divadelních knížek do spolkové knihovny a před svým
odchodem do Zdechovic byl za své zásluhy jmenován roku 1898 čestným členem a věnováno mu spolkové tablo. Po něm následoval Antonín Čejka (do roku 1900) a Adolf Doležal (od
roku 1901), který byl členem výboru od roku 1886. Za jeho působení bylo oslaveno 50leté trvání spolku a jako jubilejní představení sehrána 280. hra (12. listopadu 1922), kterou byl
Tylův Strakonický dudák.
V roce 1914 po odchodu hostinského Šrajbra na vojnu byla činnost spolku přenesena do hostince K. Zelinky čp. 6. Hrálo se i pohostinsky ve Stěžerách, Libčanech či Smiřicích. Po
odvedení Adolfa Řešátka se ujal režie Antonín Firych, který po válce z jednoty vystoupil. Poválečná činnost byla zahájena 1. prosince 1918 a 9. března následujícího roku se divadlo
hrálo opět ve spolkových místnostech.
Za 1. republiky pořídil dekorace divadelní scény akademický malíř Adolf Doležal. Od roku 1872 do roku 1945 provedla JDO Tyl 370 divadelních vystoupení, v nichž sehrála 386 her, 17
her bylo provedeno jako premiéra, aktovek bylo asi 33. Z hereckého souboru je třeba jmenovat Ellu Řešátkovou, prvního milovníka Adolfa Čejku a představitele něžných rolí
Karla Duchnu. Soubor jezdil též na zájezdy do okolí (Vlčkovice, Stěžery, Smiřice, Libčany aj.) a účastnil se též Jiráskova Hronova. Roku 1952 byly kuklenské divadelní spolky sloučeny a vystupovaly jako divadelní soubor METAZ Kukleny.